# Phyllis Chan
Phyllis Kai-Yi Chan (* 18. Juli 1991 in Hongkong) ist eine kanadische Badmintonspielerin. 

## Karriere
Phyllis Chan gewann bei den Panamerikameisterschaften 2007 der Junioren U17 Gold im Damendoppel mit Michelle Li. Im gleichen Jahr gewann sie auch ihre erste Medaille bei den nationalen Titelkämpfen der Erwachsenen und erkämpfte sich ebenso Bronze bei den Panamerikameisterschaften der Erwachsenen. Weiteres Edelmetall gewann sie bei den kanadischen Badmintonmeisterschaften 2011 und 2012.